# Victoria sematoperas
Victoria sematoperas är en fjärilsart som beskrevs av Louis Beethoven Prout 1916. Victoria sematoperas ingår i släktet Victoria och familjen mätare. Inga underarter finns listade i Catalogue of Life.